# سایوز تی‌ام‌ای-۳
سایوز-تی‌ام‌ای-۳ (به روسی: Союз )(به معنای اتحاد) یک مأموریت سرنشین دار سازمان ملی فضانوردی روسیه به سمت ایستگاه فضایی بین‌المللی محسوب می شود. در طول این ماموریت ۱ فضاپیمای پشتیبانی پروگرس به ایستگاه متصل شدند.

همچنین فضاپیمای این مأموریت وظیفه ارسال و بازگرداندن فضانوردان گروه اعزامی ۸ را نیز بر عهده داشت.

## خدمه مأموریت
| شماره | نام            | ملیت                | تعداد پرواز | نقش عملیاتی | تصویر |
| ۱     | الکساندر کالری | روسیه               | ۴           | فرمانده     |       |
| ۲     | پدرو دوک       | اسپانیا             | ۲           | مهندس پرواز |       |
| ۳     | مایکل فول      | ایالات متحده آمریکا | ۶           | مهندس پرواز |       |

## نگارخانه

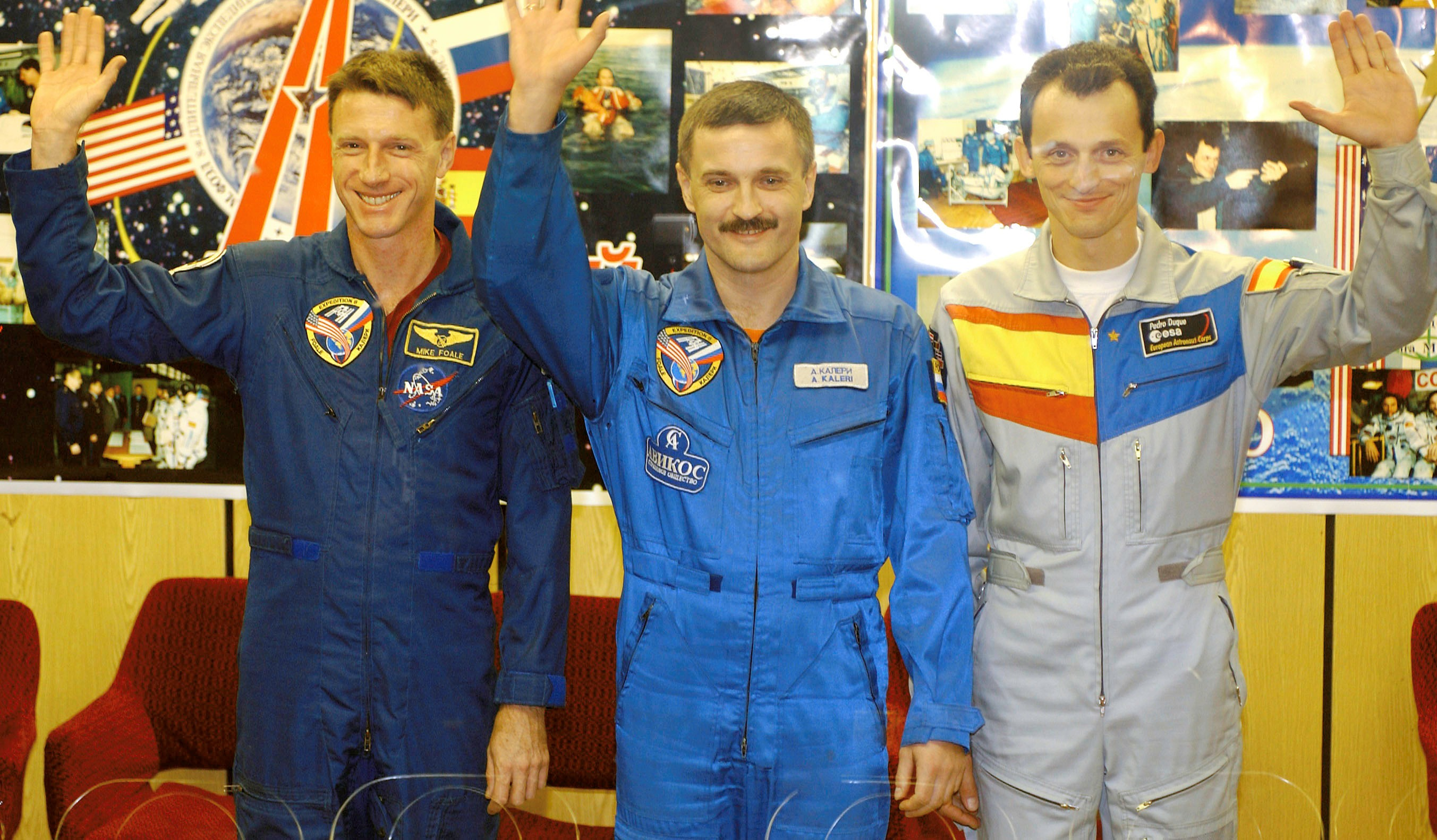
فضانوردان تی‌ام‌ای-۳
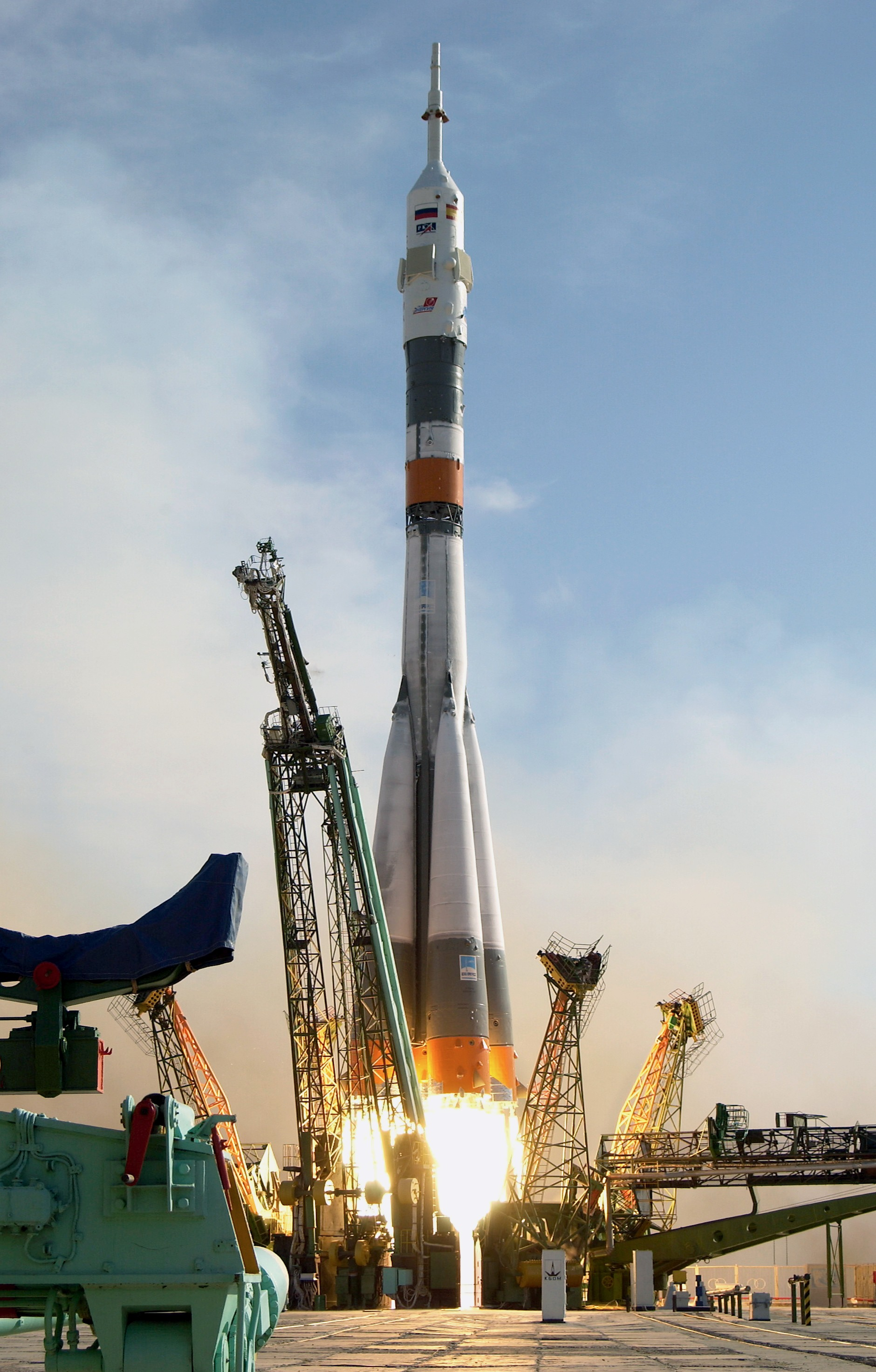
پرتاب تی‌ام‌ای-۳
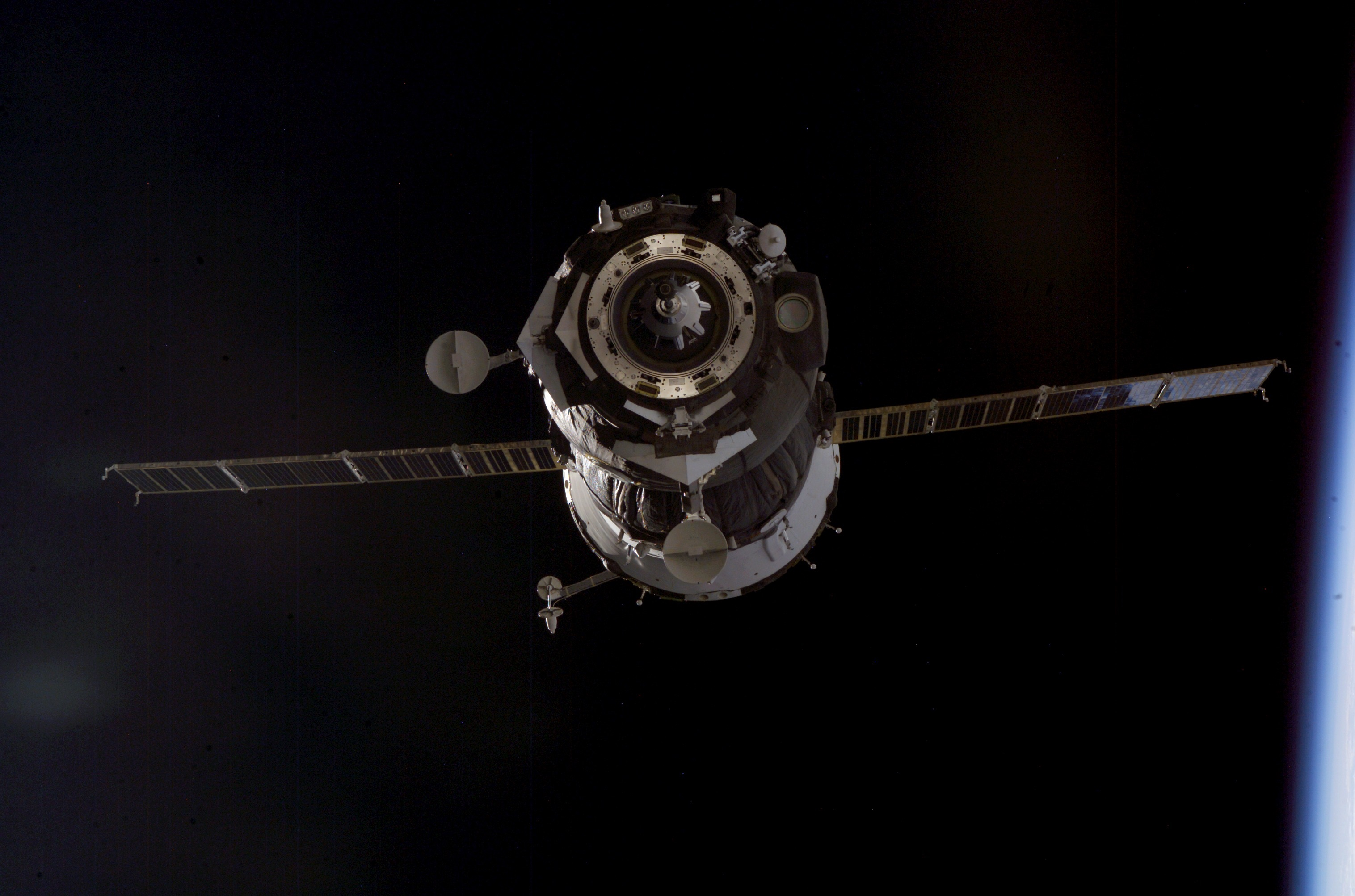
تی‌ام‌ای-۳ در تلاش برای پهلوگیری با ایستگاه
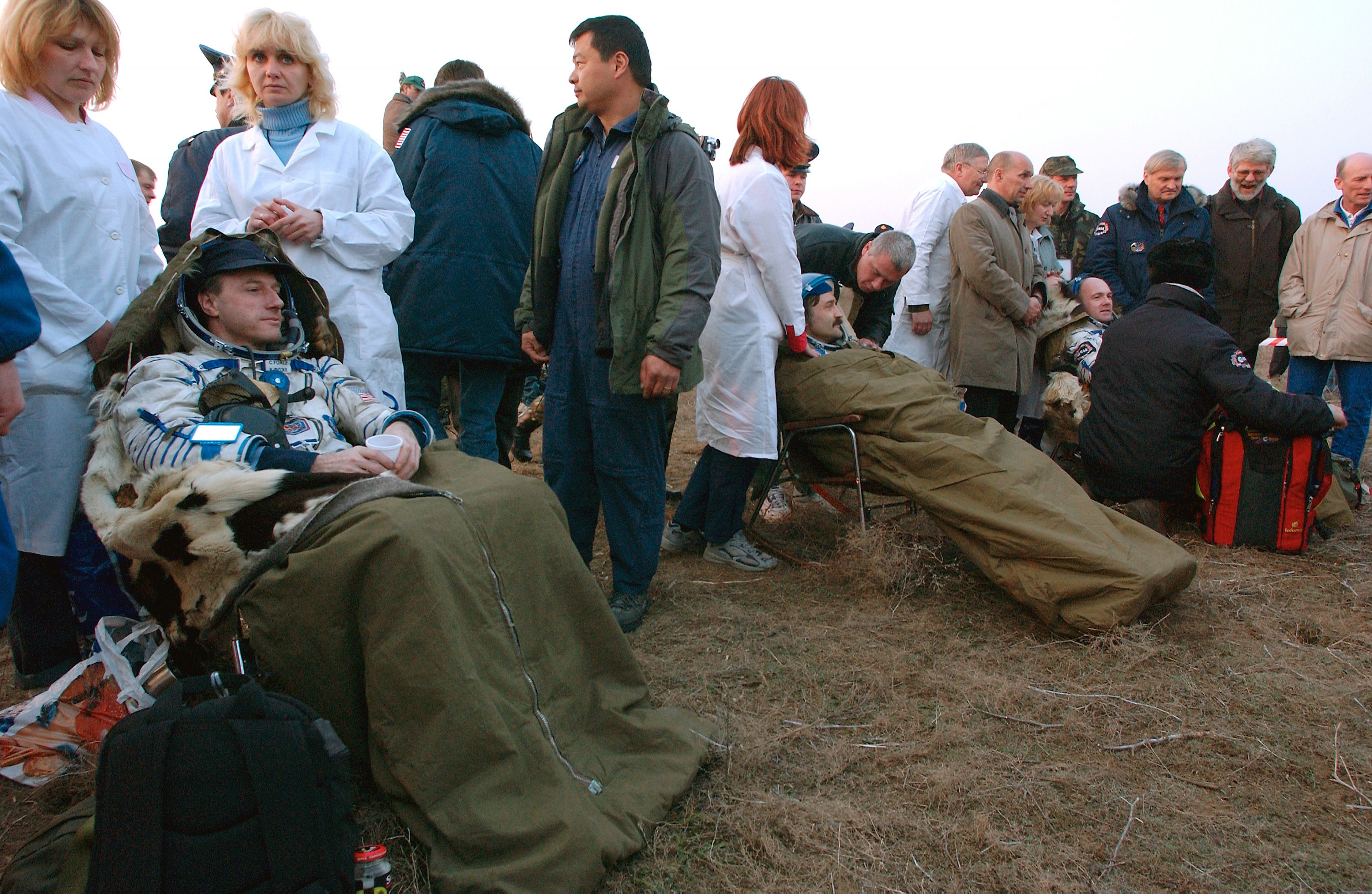
فضانوردان تی‌ام‌ای-۳ پس از فرود